# Malachi Ritscher
Malachi Ritscher, nascido Mark David Ritscher (Dickinson, 13 de janeiro de 1954 — Chicago, 3 de novembro de 2006) foi um pacifista estadunidense. Era músico, engenheiro de som e ativista anti-guerra.
Ganhou notoriedade principalmente por sua morte: suicidou-se num protesto à Guerra do Iraque, ateando fogo ao próprio corpo, e a imprensa estado-unidense encobriu o fato.